# Slamen
Slamen, niedersorbisch Słomjeń, ist ein Wohnplatz der Stadt Spremberg im Landkreis Spree-Neiße im Land Brandenburg. Bis zur Eingemeindung am 1. Januar 1946 war Slamen eine eigenständige Gemeinde.

## Lage
Slamen liegt in der Niederlausitz und zählt zum amtlichen Siedlungsgebiet der Sorben/Wenden. Der Ort liegt unmittelbar östlich der Spremberger Kernstadt und ist heute mit dem Stadtgebiet verschmolzen. Weitere umliegende Ortschaften sind Weskow im Norden, Groß Luja im Nordosten, Türkendorf und Graustein im Osten, das bereits im Freistaat Sachsen liegende Schleife im Südosten, Trattendorf im Süden sowie Cantdorf im Nordwesten.
Durch das Slamener Ortsgebiet verlaufen mehrere höherrangige Straßen, diese sind die Bundesstraße 156 nach Bad Muskau, die Landesstraße 47 nach Neuhausen/Spree und die Landesstraße 48 nach Döbern. Die Bahnstrecke Berlin–Görlitz verläuft durch die Ortslage.

## Geschichte
Das Dorf Slamen wurde erstmals im Jahr 1421 urkundlich erwähnt. Der Ortsname ist vom sorbischen Wort słoma abgeleitet und beschreibt einen Ort, in dem es Stroh gibt.
Slamen gehörte historisch zum Rentamt Spremberg. Für das Jahr 1844 waren in Slamen 418 Einwohner verzeichnet, die in 82 Gebäuden lebten. Das Dorf war zu dieser Zeit nach Spremberg eingepfarrt und verfügte über eine Leimsiederei. In der folgenden Zeit wuchs der Ort stark an. 1867 hatte Slamen 728 Einwohner. Der Ort war in drei Teile Ober Slamen mit 43 Gehöften, Unter Slamen mit 15 Gehöften und Weinberge mit 17 Gehöften und einer Windmühle unterteilt, es gab im Ort eine Chausseegeldhebestelle an der Straße nach Muskau. Zu Slamen gehörte des Weiteren eine Kolonie mit 16 Gehöften und einer Ziegelei, welche den heutigen Spremberger Wohnplatz Slamen Ziegelei (Słomjeńska Cyglownja) bildet. Slamen war früher ein Dorf mit sorbischer Bevölkerung, Arnošt Muka zählte für seine Statistik über die Sorben in der Lausitz im Jahr 1884 1.658 Einwohner, von denen 958 Einwohner Sorben waren (58 %).
Nach dem Wiener Kongress 1815 ging die zuvor sächsische Niederlausitz und somit auch das Dorf Slamen an das Königreich Preußen über. Bei der Kreisneubildung 1816 kam die Gemeinde an den Landkreis Spremberg. Am 1. Januar 1946 wurde der Ort zusammen mit Heinrichsfeld und Kochsdorf in die Stadt Spremberg eingemeindet. Am 25. Juli 1952 aus dem Landkreis Spremberg der neue Kreis Spremberg im Bezirk Cottbus gebildet, dem die Stadt Spremberg mit ihren Ortsteilen zugeordnet wurde. Nach der Wende lag Slamen zunächst im Landkreis Spremberg in Brandenburg. Nach der Kreisreform im Dezember 1993 kam der Ort in den neu gebildeten Landkreis Spree-Neiße.

## Einwohnerentwicklung
| 1875 | 1426 | 1925 | 2294 |
| 1890 | 1680 | 1933 | 2441 |
| 1910 | 2341 | 1939 | 2571 |

## Persönlichkeiten
- Adolf Kieslich (1875–1935), Gewerkschaftsfunktionär